# ليت كونوفيتسي
ليت كونوفيتسي (Aircraft Industries, a.s.)، تعمل باسم (LET, n.p)، هي شركة تشيكية (سابقا، تشيكوسلوفاكية) لصناعة الطائرات المدنية. الطائرة ليت إل-410 تربوليت كان تصميمها الأكثر نجاحًا، حيث صنعت منها أكثر من 1200 وحدة. يقع مكتبها الرئيسي في كونوفيتسي، بمقاطعة أوهرسكه هراديشتيه.
منذ عام 2008 أصبحت ليت مملوكة لشركة (UGMK) الروسية. تدير الشركة سادس أكبر مطار تشيكي ومدرسة ثانوية خاصة.

## التاريخ

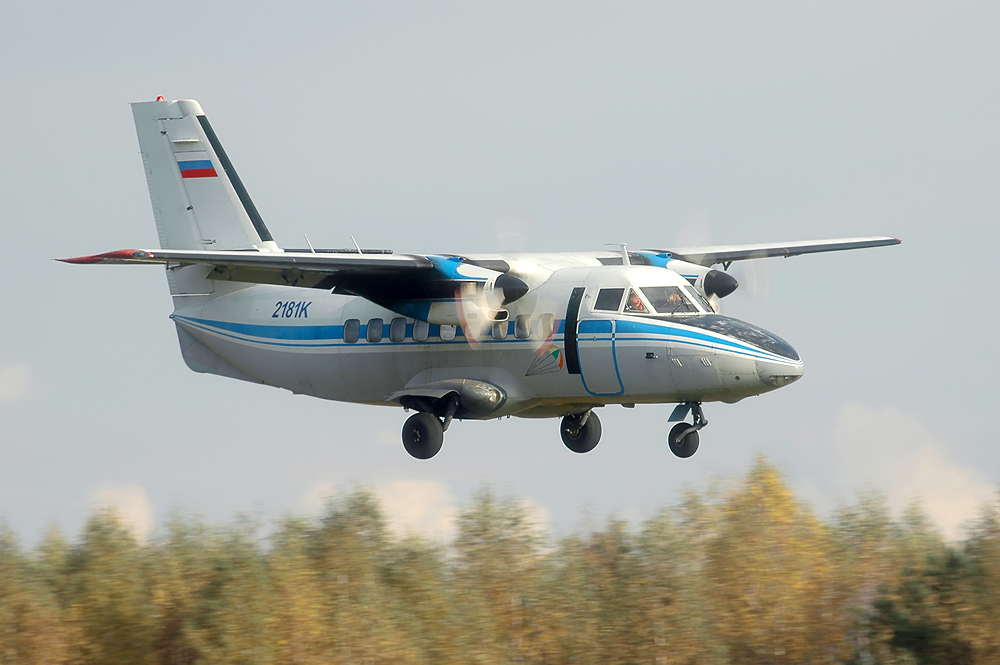
ليت إل-410 تربوليت في كوبينكا

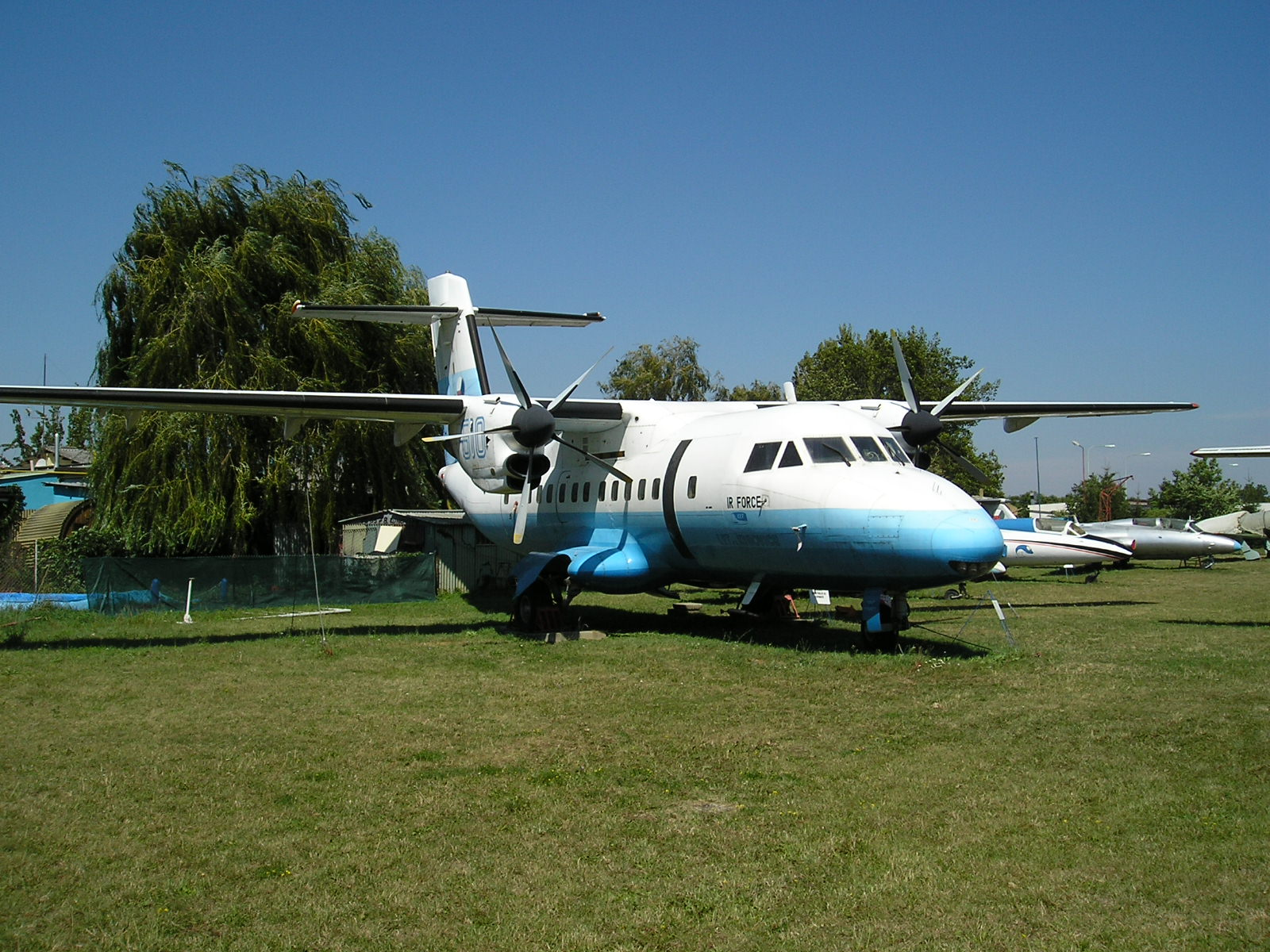
Let L-610 في متحف كونوفيتسي

بدأ بناء مصنع للطائرات في كونوفيتسي في عام 1936، كجزء من الاهتمام الصناعي لأعمال شكودا ‏. قبل وأثناء الحرب العالمية الثانية، كان المصنع غير المكتمل يقوم بأعمال إصلاح فقط. بعد انتهاء الحرب تم تأميم المصنع، وفي 1950-1953 تم بناء مصنع جديد. في 1957-1967 تم تسميتها «أعمال الخطة الخمسية الأولى» (Strojírny první pětiletky - "SPP")، وفي عام 1967 عادت إلى اسم ليت. كانت الأعمال التي تم إنتاجها بموجب ترخيص هي المدربين السوفيتيين ياكوفليف ياك-11 (تحت التصنيف C-11) وطائرة (ايرو إيه إي-45) وطائرة (ايرو إيه إي-451).
في عام 1957، بدأت الشركة في تطوير طائرة «إل-200 مورافا» (L-200 Morava ‏) الخفيفة، وبعد أربع سنوات، زي-37 سيملاك (Z-37 Cmelak ‏)، والتي حققت نجاحًا تجاريًا. لفترة من الوقت، أنتجت ليت أيضًا طائرة التدريب النفاثة إل-29.
على مر السنين، طورت ليت وأنتجت طائرات شراعية: زلين 22 (Zlín 22)، و (Z-124 Galánka) و (LF-109 Pionýr ‏) و (Z-425 Šohaj). ومع ذلك، فإن أكثر الطائرات الشراعية شعبية التي تنتجها ليت هي: (L-13 Blaník ‏) و (L-23 Super Blaník ‏) و (L-33 Solo ‏).
خلال الستينيات من القرن الماضي، طور مهندسو ليت طائرة إل-410 تربوليت، وهي طائرة ركاب بمحركات توربينيه بسعة 19 مقعدًا، تم إنتاج أكثر من 1200 طائرة منها. مرت هذه الطائرة الشهيرة بعدد من التحسينات والتحديثات وأحدث الأنواع، (L 410 UVP-E20) و (L 420)حاصلة على شهادة EASA و FAA على التوالي.
تم إنتاج أكبر طائرة نقل تشيكية، (Let L-610)، في عام 1988 في شكل نموذج أولي وعرض في معرض باريس للطيران. تم إلغاء الإنتاج بسبب نقص التمويل. كان هناك ثمانية نماذج أولية صنعت في المصنع.
تم إنتاج الطائرة الشراعية (Blaník) المعدنية بالكامل بأكبر كميات مقارنة بأي طائرة شراعية أخرى، حيث تم تصنيع أكثر من 3000 طائرة منذ خروجها من خط الإنتاج لأول مرة في عام 1958. وفي عام 2005 كانت لا تزال قيد الإنتاج باعتبارها طراز (L23 Super Blaník ‏).
استكشفت الشركة إمكانية مشروع مشترك مع فيرتشايلد للطيران في التسعينيات، لكنها قررت في النهاية رفضه. ومع ذلك، تم شراؤها لاحقًا من قبل شركة شركة أيريس في عام 1998. في عام 2001، اندمجت مع "طائرات مورفان (Morovan Airplanes). بعد الإفلاس، تم شراؤها من قبل شركة (Aircraft Industries) في عام 2005.
تم شراء 51٪ من أسهم الشركة بواسطة (UGMK) في عام 2008 ؛ كما أبدت شركة (شركة الطائرات المتحدة) اهتمامًا بالحصول على السيطرة على الشركة أيضًا.

## منتجات

### طائرات تعمل بالطاقة

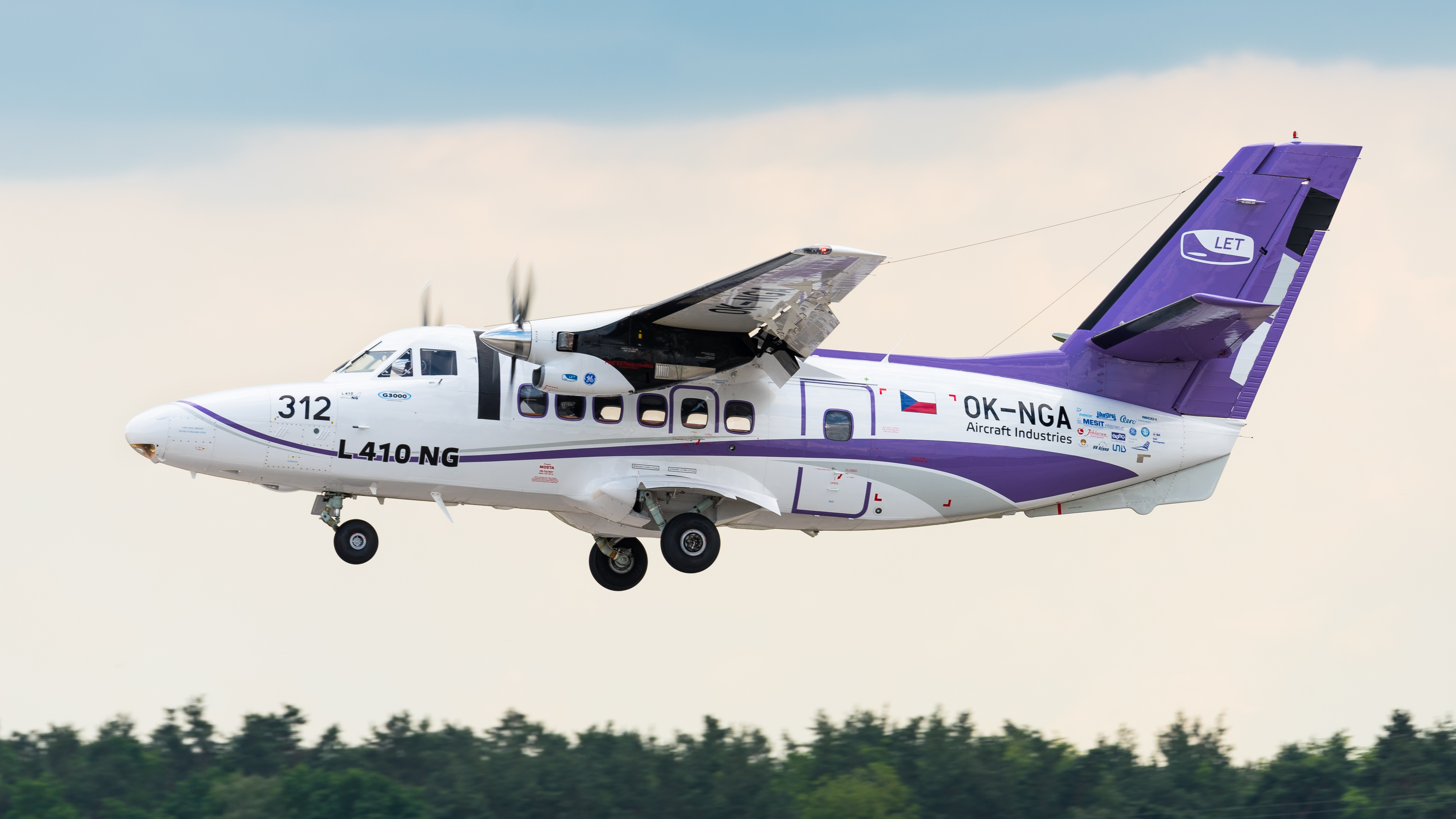
Let L-410 NG

| اسم النموذج        | الرحلة الأولى | العدد المصنوع | النوع                                      |
| ------------------ | ------------- | ------------- | ------------------------------------------ |
| ايرو إيه إي-45     |               | 228           | License built twin engine utility airplane |
| ايرو إيه إي-45     |               | 162           | رخصة بناء طائرة ذات محرك مزدوج             |
| ياكوفليف ياك-11    |               | 707           | رخصة بناء طائرة تدريب ذات محرك واحد        |
| Let L-200 Morava   | 1957          | 361           | طائرة مرافق ذات محرك مزدوج                 |
| ليت إل-410 تربوليت | 1969          | 1,200+        | طائرة نقل ذات محرك مزدوج                   |
| Let L-610          | 1988          | 6             | نموذج أولي لطائرة نقل ذات محرك مزدوج       |
| إل 410 إن جي       | 2015          |               | طائرة نقل ذات محرك مزدوج                   |

### طائرات شراعية
| اسم النموذج            | الرحلة الأولى | العدد المصنوع | النوع                |
| ---------------------- | ------------- | ------------- | -------------------- |
| Let LF-109 Pionýr      | 1950          | ~470          | طائرة شراعية         |
| Let L-13 Blaník        | 1956          | 3,000+        | طائرة شراعية         |
| Let L-23 Super Blaník ‏ | 1988          |               | طائرة شراعية         |
| Let L-33 Solo          | 1992          | 94            | طائرة شراعية         |
| Let TG-10 ‏             |               | 21            | طائرة شراعية للتدريب |

### فهرس
- "Central Intelligence Agency Information Report: Let Aircraft Plants at Kunovice". 5 يناير 1955. اطلع عليه بتاريخ 2021-02-22.
- "Company Profile" (PDF). Let Aircraft Industries. نوفمبر 2017. مؤرشف من الأصل (PDF) في 2019-12-12. اطلع عليه بتاريخ 2021-02-22.

## روابط خارجية
- موقع الشركة
- موقع الشركة باللغة التشيكية